# Occultic;Nine -オカルティック・ナイン-
『Occultic;Nine -オカルティック・ナイン-』（オカルティック・ナイン）は、志倉千代丸による日本のライトノベル。イラストはpakoが担当している。オーバーラップ文庫より2014年8月から刊行されている。志倉としては初のライトノベルシリーズとなる。テーマは「超常科学NVL」。略称は「オカン」。
メディアミックス企画として進行しており、各媒体で異なる展開となる。志倉が手掛ける『ANONYMOUS;CODE』と関連性を持つ。また、元々独自作品であったが後に『科学アドベンチャーシリーズ』の一作品として組み込まれることになった。

## あらすじ
まとめブログ「キリキリバサラ」の管理人・我聞悠太は、オカルトの話題に茶々を入れて、訪問者を増やし、広告収入だけで生活できるようになることを夢見ていた。ある日、悠太はブログのコメント欄への書き込みから、女子高生占い師としてネット上で人気を集める相川実優羽の存在を知り、好意を持つ。
悠太の後輩でブログのスタッフでもある成沢稜歌の指摘で、実優羽が占い番組を収録している場所が成明高校の視聴覚室であることに気が付いた悠太と稜歌は実優羽に会いに行く。悠太の姿を見た実優羽は、「あなたの事を……待ってたんです」と意外なことを言い、稜歌とともにブログのスタッフになることを了承する。
他のサイトから安易に記事をコピーして、それに茶々を入れるだけという悠太の安易なブログ作成を見かねた稜歌は、オカルト肯定派の科学者としてマスコミで注目を集める、成明大学の橋上諫征教授にインタビューしてはどうかと悠太に持ち掛ける。一方、悠太が入り浸っているカフェ☆ブルゥムーンのマスター・和泉公平はハモニカ横丁で黒魔術代行業を営む 紅ノ亞里亞を取材してみてはどうかと悠太に勧めた。結局、悠太が橋上教授を、稜歌と実優羽が亞里亞を取材することになる。
2月24日、取材のために橋上教授の研究室を訪れた悠太はそこで橋上教授の死体を発見する。悠太がパニックに陥っていると、突然、悠太が持ち歩いているスカイセンサーから女性の声が聞こえ、悠太はその女性の声に導かれるままに研究室にあったペンチで橋上教授の奥歯を抜き、研究室から逃亡した。落ち着いた悠太が橋上教授の奥歯を確認すると、それは鍵の形をしていた。
そのころ、橋上教授の死体を発見した大学の警備員の通報によって、武蔵野警察署刑事の森塚駿が真っ先に事件現場に駆け付けていたが、なぜか森塚は橋上教授のダイイングメッセージをもみ消し、何者かに橋上教授がCODEというダイイングメッセージを残したことを伝える。
翌日、亞里亞は相棒の日下部吉柳を詰問した。以前、亞里亞のもとに橋上教授に対する呪いを依頼するメールが届いており、依頼料と橋上教授の頭髪が亞里亞の店の郵便ポストに投げ込まれていたため、亞里亞はターゲットへの呪いの実行役の日下部が「殺人はしない」という契約に違反し、橋上教授を殺害したと考えたのだ。しかし、日下部は「自分は手を下していない」と答えた。
2月29日、森塚は橋上教授の殺害方法が同人漫画家の西園梨々花が以前に発表した漫画の中で描写されたそれと酷似していることに気が付き、西園に接触するが、有力な情報は得られなかった。
その翌朝、井の頭公園の池で256人の水死体が発見されたことがニュースで報じられる。
やがて、悠太の前に橋上教授の息子の橋上サライが姿を現す。自分の父親が殺された日、悠太が父の研究室を訪ねていたことを知ったサライは「悠太が犯人ではない」と思っていることを伝え、真犯人を探し出すために協力するよう要請する。一方、オカルト雑誌『月刊ムムー』の編集部員・澄風桐子は亞里亞の過去や橋上教授殺害事件の真相を追っていくうちに、キリキリバサラがこれらの事件に関係があると思うようになり、悠太への接触をはかっていた。

## 登場人物

### 主要人物
原作第1巻カラーページで紹介されている9人。アニメ版より『鬼崎あすな』が追加されて10人となる。
我聞 悠太（がもん ゆうた）
声 - 梶裕貴
本作の主人公。吉祥寺に住む17歳の少年で、成明高校2年生。ニート神というハンドルネームで、まとめアフィブログ「キリキリバサラ」を運営している。ブログ名は「バッサリと斬り斬りしちゃう」に由来する。
本人曰く、黙っていれば顔は中の上らしい。知らない人に話しかけることができない内気な性格だが、一方で親しくなった人物に対しては早口で矢継ぎ早に話しかける傾向がある。稜歌に対しては自分と友人でいてくれることに感謝しているうえに好意を抱いているが、現在の関係が壊れることを恐れて思いを口にしていない。実優羽に対しては好意を公言しているが、彼女からは「めんどくさい性格」「彼氏にしたくないタイプ」と酷評されている。口癖は「まんどくせ」。
父親を亡くしており、母と2人暮らし。父親の形見のスカイセンサーを持ち歩いている。
稜歌から「ガモタン」「ガモのすけ侍」、 実優羽から「ガモ先輩」と呼ばれている。
成沢 稜歌（なるさわ りょうか）
声 - 佐倉綾音
悠太の1学年下の後輩にあたる16歳の少女で、霊媒の才能を持つ。
天真爛漫な性格で、突然自作の歌を歌い出したり、ダンスを踊ったりする。「キリキリバサラ」のスタッフを務めているが、悠太が記事を書いている間、勝手に遊んでいるだけであり、スタッフとしてはほとんど役にたっていない。また、ことあるごとに悠太にピントが外れたことを話しかけ、悠太に突っ込まれているが、周囲からは2人がいちゃついていると思われている。男性だけでなく女性ですら思わず見つめてしまうほど、とにかく胸が大きい。口癖は「いししゅ」。
悠太から「りょーたす」と呼ばれている。
橋上 サライ（はしがみ サライ）
声 - 石川界人
成明大学に通う19歳の少年。諫征の息子。合理主義的な思考の持ち主で、無駄と幻想を徹底的に嫌う。そのため、オカルト肯定派になった父を常に批判している。SARAIというハンドルネームで「キリキリバサラ」のコメント欄によく書き込みをする。SARAIの書き込みはブログの常連から評価されており、書き込みがあったときは訪問者数が増えるので、SARAIの書き込みを悠太は歓迎している。
相川 実優羽（あいかわ みゆう）
声 - 吉田仁美
稜歌と同じ学年である16歳の少女。予知能力があり、幼い時に母の死を、ある程度大きくなってから父の死を予知したが、どちらも回避できなかった。それ以来、自分の予知能力から逃げないことを誓っている。みゅうというハンドルネームで動画投稿サイトで占いの生放送を始めたところ、次第に人気を集め、テレビで紹介されたり、学校で親衛隊が結成されるまでになっている。悠太に言わせると「ほどよくかわいい」。
悠太から「みゅうポム」と呼ばれている。
澄風 桐子（すみかぜ とうこ）
声 - 伊藤静
オカルト雑誌『月刊ムムー』の記者を務める、23歳の女性。さばさばした性格。誰に対しても親しく話しかけることができることもあり、顔が広い。以前、実優羽を雑誌で取り上げようとして取材したことがあり、それ以来、実優羽とは親しい。口癖は「アセンション」。
紅ノ 亞里亞（くれないの ありあ）
声 - 沢城みゆき
吉祥寺駅前のハモニカ横丁で黒魔術代行業を営む年齢不詳の女性。本名は水無瀬莉愛（みなせ りあ）。ゴシックロリータの服を身にまとい、表情を変えることなく貴族のような話し方をする。幼い時から美しい顔立ちをしており、教師やクラスメイトからいやらしい視線を向けられたり、セクハラまがいのことをされていた。現在でも悠太や実優羽が「美しい」と形容するほどの美貌の持ち主。幼い時に両親を亡くし、年の離れた兄との2人暮らしが長かったため、極度のブラコン。生体腎移植手術の失敗で兄が死亡した後も兄の死を受け止められず、兄の死体を密かに持ち出して、1年間自宅で兄の死体と一緒に暮らしていたことがある。腐臭に気が付いた近所の人の通報で警察や親戚が駆けつける事態となり、ようやく兄の死を受け止め、兄の後を追って自殺しようとしたときに、日下部に声をかけられ、自殺を思いとどまる。
日下部 吉柳（くさかべ きりゅう）
声 - 谷山紀章
幽体離脱を繰り返す男性。あまり他者から好印象を抱かれない。幽体離脱中に、亞里亞に声をかけて、彼女に自殺を思いとどまらせた。以後、亞里亞と組んで黒魔術代行業を営むようになり、亞里亞に呪いを依頼した人物のターゲットの所に赴いて、死なない程度に超常現象などを起こし、見返りに依頼料の半分を亞里亞から受け取っている。
西園 梨々花（にしぞの りりか）
声 - 能登麻美子
成明大学文学部に通う20歳の女性。レディースコミック調の成人向け同人漫画を執筆している。絵はそれほどうまくなく、本人も自覚している。しかし、見るものをドキドキさせる力が彼女の絵にあり、耽美な妄想を掻き立てるため、女性のファンが多い。かわいい年下の男性をからかうことが好きで、年下の少年を自由にしたいという欲求を持っている。
森塚 駿（もりつか しゅん）
声 - 柿原徹也
武蔵野警察署に勤務する26歳の男性で、いわゆるアニメオタク。銭形警部にあこがれ刑事になったという経緯があり、ハンドルネームもそれに由来している。背が低く童顔なため、初対面の人物には未成年と間違われる。ある組織のエージェントで、何者かと連絡をとりながら、独自の動きを見せる。
鬼崎 あすな（きさき あすな）
声 - 明坂聡美
森塚とは旧知の間柄である18歳の少女で、女子高生のFBI捜査官。成明高校3年。アメリカ国籍。サイコメトリー能力を持ち、故人の遺品や遺体に触れると、故人が考えていたことや見た光景を映画のように見ることが出来る。生きている人間に触れても、体の調子や家族関係などを言い当てることが出来る。

### MMG
何らかの大規模な実験をおこなっている秘密結社。原作ではその正体は明らかにされていない。アニメ版では、「武蔵野メディカルグループ」（Musashino Medical Group）の略という設定になっている。
成沢 徳生（なるさわ とくお）
声 - 石塚運昇
MMG総帥。鷹栖からは「ご尊主」と呼ばれている。養子として成沢家に入り、一代で日本最大の医療グループであるMMGを作り上げた。稜歌の祖父。以上はアニメ版での設定であり、原作ではMMGの指導者の正体は未だ不明である。
鷹栖（たかす）
声 - 大塚芳忠
MMGメンバー。会議では中心的な役割を果たしているが、会議参加者の中では最年少。他のメンバーとの会話から橋上教授殺害事件やニゴロ事件に関与していることが示唆されている。
羽斗山（はとやま）
声 - 堀秀行
MMGメンバー。衆議院議員。元首相。MMGがおこした不祥事を政治力でもみ消している。国民の前で道化を演じることで、MMGが進める計画を都市伝説と国民に思わせることに成功している策士。
的場（まとば）
声 - てらそままさき
MMGメンバー。医師。会議の際は常に白衣を着用している。鷹栖からは「的場教授」と呼ばれている。

### その他の人物
和泉 公平（いずみ こうへい）
声 - 津田健次郎
悠太らがよく通う「カフェ☆ブルゥムーン」のマスター。43歳。通称「イズミン」。体格は筋骨隆々だが、オカマ口調である。
川畑 千津（かわばた ちず）
声 - 長縄まりあ
実優羽の親友。「小鳥ば」という謎のメッセージを残して行方不明となる。
実優羽から「ちいちゃん」と呼ばれている。
橋上 諫征（はしがみ いさゆき）
声 - 石川英郎
成明大学理工学部教授。サライの父親。美しい髪の持ち主。オカルト否定派から肯定派に転向し、マスコミから注目を集める。何者かによって研究室内で拷問を加えられた上に殺害された。
相模（さがみ）
声 - 小林沙苗
アルビノの少年。コトリバコらしき箱を作っているところを実優羽たちに発見される。原作では森塚・西園と接触している。アニメ版では西園との交流が強調される一方で、森塚と接触していた場面は捨象されている。

## 用語
カフェ☆ブルゥムーン
吉祥寺駅から徒歩5分のところにある隠れ家的カフェバー。昼はカフェ、夜はバーとして営業しており、ここに入り浸っている悠太も夜は未成年のため、追い出されることが多い。
紅ノ館
ハモニカ横丁で亞里亞が開業している黒魔術代行の店。呪いを頼む際は触媒としてターゲットの髪の毛を提出しなければならない。『絶望の明日』（9999円）・『断末魔の叫び』（42420円）・『悪魔の儀式』（66600円）の3コースがある。
ニゴロ事件
3月1日に井の頭公園で256人の水死体が発見された事件。水死体の数から悠太が命名。
コトリバコ
子供の一部を箱に詰め、相手の土地に埋めて相手の子孫を途絶えさせると言われる呪いの箱。
ポヤガン
成沢稜歌が持つ謎の光線銃。電磁波的なものを放つらしく撃たれると全身がビリビリする。

## 既刊一覧

### 小説
1. 2014年8月25日発売、ISBN 978-4-906866-21-2
2. 2015年4月25日発売、ISBN 978-4-86554-020-8
3. 2017年9月25日発売、ISBN 978-4-86554-112-0

### 漫画
『good!アフタヌーン』（講談社）にて、2015年11月号から2017年6月号まで連載。作画は銃爺。
- 銃爺 『オカルティック・ナイン』 講談社〈アフタヌーンKC〉、全4巻
  1. 2016年4月7日発売、ISBN 978-4-06-388133-2
  2. 2016年9月7日発売、ISBN 978-4-06-388182-0
  3. 2017年1月6日発売、ISBN 978-4-06-388230-8
  4. 2017年7月7日発売、ISBN 978-4-06-388276-6

## テレビアニメ
2016年10月より12月までTOKYO MX・朝日放送・CBCテレビ・群馬テレビ・とちぎテレビ・BS11にて放送された。
テレビアニメ版では、原作の小説の話数を追い越す展開で進行する。
台詞等が濃密なため、早送り気味で会話が進行する演出が特徴。
同年10月21日、インターネット配信されているサイトで1話および2話の配信停止がなされ、その後再配信を行っている。

### スタッフ
- 原作 - 志倉千代丸
- 原作イラスト - pako
- 監督 - イシグロキョウヘイ
- 助監督 - 黒木美幸
- シリーズ構成 - MAGES.、森田と純平
- キャラクターデザイン・総作画監督 - 高瀬智章
- プロップデザイン - 道下康太
- 美術設定 - 塩澤良憲
- 美術監督 - 薄井久代
- 色彩設計 - 中島和子
- 撮影監督 - 関谷能弘
- 3Dディレクター - 小野竜太
- 編集 - 三嶋章紀
- 音響監督 - 明田川仁
- 音楽 - 横山克
- 音楽制作 - アニプレックス
- プロデューサー - 横山朱子、斉木隆
- アニメーションプロデューサー - 福島祐一
- 制作 - A-1 Pictures
- 製作 - Project OC9（アニプレックス、ABCアニメーション、博報堂DYミュージック&ピクチャーズ、MAGES.、ローソン、シーワン、クリスマスホーリー、鐘通インベストメント、コンテンツシード）

### 主題歌
「聖数3の二乗」
いとうかなこによるオープニングテーマ。作詞・作曲は志倉千代丸、編曲は磯江俊道。
「Open your eyes」（第1話 - 第12話）
亜咲花によるエンディングテーマ。作詞・作曲は志倉千代丸、編曲は悠木真一。

### 各話リスト
| 話数            | サブタイトル                                                      | 脚本               | 絵コンテ                    | 演出               | 作画監督                                               |
| --------------- | ----------------------------------------------------------------- | ------------------ | --------------------------- | ------------------ | ------------------------------------------------------ |
| Site 01         | たくさんの人 UNDERWATER                                           | 高木登             | イシグロキョウヘイ          | イシグロキョウヘイ | 高瀬智章                                               |
| Site 02         | 運命を変える力なんて無いから MY COLD DIMENSION                    | 高木登             | 黒木美幸                    | 黒木美幸           | 道下康太                                               |
| Site 03         | 妄想だったのだろうか SHE CRACKED                                  | 高木登             | 矢嶋武                      | 矢嶋武             | 山口智                                                 |
| Site 04         | 犯人は我聞悠太だ PSYCHO DAISIES                                   | イシグロキョウヘイ | 原田孝宏 イシグロキョウヘイ | 原田孝宏           | 高田晃                                                 |
| Site 05         | ここが新しい世界なのね SHE'S LOST CONTROL                         | 永井千晶           | 神戸守                      | 益山亮司           | 河合拓也                                               |
| Site 06         | アンタの方だったんだね SHE TOOK A LONG COLD LOOK                  | 高木登             | 石浜真史                    | 石浜真史           | 石浜真史                                               |
| Site 07         | 上映開始 THE DREAM'S DREAM                                        | 永井千晶           | 高雄統子                    | 高雄統子           | 田中裕介                                               |
| Site 08         | 我々のたどり着いた究極の医療なのだ HAPPINESS IS WARM GUN          | 永井千晶           | 石井俊匡                    | 石井俊匡           | 三木俊明、田村里美                                     |
| Site 09         | きっと世界は終わるね FUTURE DAYS                                  | 永井千晶           | 小野竜太                    | 小野竜太           | 山口智、田村里美 道下康太                              |
| Site 10         | 本当のワタシ ANOTHER GIRL, ANOTHER PLANET                         | イシグロキョウヘイ | 神戸守                      | 原田孝宏           | 河合拓也                                               |
| Site 11         | 大いなる目的のためよ WE WANT THE AIRWAVES                         | 永井千晶           | 黒木美幸                    | 黒木美幸           | 赤井俊文、小林由美 河合拓也、古橋聡 三木俊明、武藤信宏 |
| One Of The Last | オカルティック・ナイン WE'RE GONNA HAVE A REAL GOOD TIME TOGETHER | 森田と純平         | イシグロキョウヘイ          | イシグロキョウヘイ | 山口智、河合拓也 道下康太、小林恵祐                    |

### 放送局
| 放送期間                  | 放送時間                     | 放送局       | 対象地域   | 備考                      |
| ------------------------- | ---------------------------- | ------------ | ---------- | ------------------------- |
| 2016年10月9日 - 12月25日  | 日曜 0:00 - 0:30（土曜深夜） | TOKYO MX     | 東京都     |                           |
|                           |                              | 群馬テレビ   | 群馬県     |                           |
|                           |                              | とちぎテレビ | 栃木県     |                           |
|                           |                              | BS11         | 日本全域   | BS放送 / 『ANIME+』枠     |
|                           | 日曜 2:15 - 2:45（土曜深夜） | 朝日放送     | 近畿広域圏 | 『アニサタ』枠            |
| 2016年10月13日 - 12月29日 | 木曜 2:51 - 3:21（水曜深夜） | CBCテレビ    | 中京広域圏 |                           |
| 2016年10月14日 - 12月30日 | 金曜 21:30 - 22:00           | AT-X         | 日本全域   | CS放送 / リピート放送あり |

| 配信期間                  | 配信時間               | 配信サイト |
| ------------------------- | ---------------------- | --- |
| 2016年10月13日 - 12月29日 | 木曜 23:00 更新        | ニコニコチャンネル |
| 2016年10月14日 - 12月30日 | 金曜 12:00 更新        | GYAO! / バンダイチャンネル / dアニメストア / アニメ放題 / U-NEXT ひかりTV / PSビデオ / Amazonプライム・ビデオ / ビデオマーケット |
|                           | 金曜 23:30 - 土曜 0:00 | AbemaTV |

### BD / DVD
| 巻 | 発売日        | 収録話          | 規格品番      | 規格品番      |
| 巻 | 発売日        | 収録話          | BD限定版      | DVD限定版     |
| -- | ------------- | --------------- | ------------- | ------------- |
| 1  | 2016年12月7日 | 第1話 - 第2話   | ANZX-12441/2  | ANZB-12441/2  |
| 2  | 2017年1月11日 | 第3話 - 第4話   | ANZX-12443/4  | ANZB-12443/4  |
| 3  | 2017年2月8日  | 第5話 - 第6話   | ANZX-12445/6  | ANZB-12445/6  |
| 4  | 2017年3月1日  | 第7話 - 第8話   | ANZX-12447/8  | ANZB-12447/8  |
| 5  | 2017年4月5日  | 第9話 - 第10話  | ANZX-12449/50 | ANZB-12449/50 |
| 6  | 2017年5月3日  | 第11話 - 第12話 | ANZX-12451/2  | ANZB-12451/2  |

## ゲーム
2017年11月9日に5pb.よりゲーム版『OCCULTIC;NINE』が発売された。対応機種はPlayStation 4、PlayStation Vita、Xbox One。
週刊ファミ通2007年11月16日号（通巻1509号）の40点満点のクロスレビューでは33点でゴールド殿堂の評価を得た。